# Zabłotówka
Zabłotówka – wieś na Ukrainie, w  rejonie czortkowskim obwodu tarnopolskiego, w hromadzie Nagórzanka.
W II Rzeczypospolitej miejscowość w powiecie czortkowskim województwa tarnopolskiego.
W latach 1943–1945 r. nacjonaliści ukraińscy z OUN-UPA zamordowali tutaj 23 Polaków i 1 Ukrainkę.